# Pakistanische Cricket-Nationalmannschaft in Simbabwe in der Saison 2018
Die Tour der pakistanischen Cricket-Nationalmannschaft nach Simbabwe in der Saison 2018 fand vom 13. bis zum 22. Juli 2018 statt. Die internationale Cricket-Tour war Bestandteil der Internationalen Cricket-Saison 2018 und umfasste fünf One-Day Internationals. Pakistan gewann die Serie 5–0.

## Vorgeschichte
Beide Mannschaften spielten zuvor zusammen mit Australien ein Drei-Nationen-Turnier in Simbabwe. Das letzte Aufeinandertreffen der beiden Mannschaften bei einer Tour fand in der Saison 2015/16 in Simbabwe statt.

## Stadion
Das folgende Stadion wurde für die Tour ausgewählt.
| Stadion            | Stadt    | Kapazität | Spiele      |
| ------------------ | -------- | --------- | ----------- |
| Queens Sports Club | Bulawayo | 9.000     | 1. – 5. ODI |

## Kaderlisten
Pakistan benannte seinen Kader am 22. Juni 2018. Simbabwe benannte seinen Kader am 11. Juli 2018.
| ODI | ODI |
| Simbabwe | Pakistan |
| --- | --- |
| - Hamilton Masakadza (K) - Brian Chari - Tendai Chatara - Chamu Chibhabha - Elton Chigumbura - Tendai Chisoro - Tinashe Kamunhukamwe - Wellington Masakadza - Prince Masvaure - Peter Moor - Ryan Murray (wk) - Tarisai Musakanda - Blessing Muzarabani - Richard Ngarava - Liam Roche - Donald Tiripano - Malcolm Waller | - Sarfraz Ahmed (K, wk) - Asif Ali - Babar Azam - Faheem Ashraf - Fakhar Zaman - Haris Sohail - Hasan Ali - Imam-ul-Haq - Junaid Khan - Mohammad Amir - Mohammad Hafeez - Mohammad Nawaz - Shadab Khan - Shoaib Malik - Usman Shinwari - Yasir Shah |

## One-Day Internationals

### Erstes ODI in Bulawayo
| 13. Juli Scorecard | Bulawayo | Pakistan 308-7 (50)           | – | Simbabwe 107 (35) |
|                    |          | Pakistan gewinnt mit 201 Runs |   |                   |

### Zweites ODI in Bulawayo
| 16. Juli Scorecard | Bulawayo | Simbabwe 194 (49.2)            | – | Pakistan 195-1 (36) |
|                    |          | Pakistan gewinnt mit 9 Wickets |   |                     |

### Drittes ODI in Bulawayo
| 18. Juli Scorecard | Bulawayo | Simbabwe 67 (25.1)             | – | Pakistan 69-1 (9.5) |
|                    |          | Pakistan gewinnt mit 9 Wickets |   |                     |

### Viertes ODI in Bulawayo
| 20. Juli Scorecard | Bulawayo | Pakistan 399-1 (50)           | – | Simbabwe 155 (42.4) |
|                    |          | Pakistan gewinnt mit 244 Runs |   |                     |

### Fünftes ODI in Bulawayo
| 22. Juli Scorecard | Bulawayo | Pakistan 364-4 (50)           | – | Simbabwe 233-4 (50) |
|                    |          | Pakistan gewinnt mit 131 Runs |   |                     |